# Bichlbach
Bichlbach è un comune austriaco di 756 abitanti nel distretto di Reutte, in Tirolo.